# Prometheus (Dramenfragment)
Prometheus ist ein 1773 entstandenes und 1774 uraufgeführtes Dramenfragment in zwei Akten von Johann Wolfgang von Goethe.

## Handlung

### Erster Akt
Merkur versucht im Zwiegespräch mit Prometheus, diesen zum Gehorsam gegenüber den Göttern zu bewegen. Der Titan verachtet sie jedoch, spricht ihre Fähigkeiten klein und erkennt nur das Schicksal als übergeordnete Macht an. Nachdem ihn der Götterbote verlassen hat, widmet sich Prometheus wieder seinen Statuen. Epimetheus erscheint und spricht mit seinem Bruder über den Vorschlag der Götter, Prometheus ihren Platz auf dem Olymp zu überlassen. Er geht aber auch darauf nicht ein. Minerva tritt nun hinzu. Trotz gegenseitiger Liebesbekundungen grollt der Titan auch ihr gegenüber mit den Götter. Lediglich die Möglichkeit, dass seine Statuen durch überirdische Kräfte zum Leben erweckt werden könnten, lässt Prometheus kurz zögern. Die Liebesgöttin verrät ihm aber, dass nicht die Götter, sondern nur das Schicksal die Kraft dazu haben und möchte ihn zum Quell des Lebens führen.

### Zweiter Akt
Merkur informiert Prometheus’ Vater Jupiter von Minervas Verrat und fordert ihn zur Vergeltung auf. Der Göttervater möchte aber zunächst abwarten, ob sich die jüngst erschaffenen Menschen ihm zuwenden. Merkurs Bitte, Jupiters Macht unter ihnen verkünden zu dürfen, lehnt er ab, da sie den Götterboten in ihrer jugendlichen Euphorie ignorieren würden.
In einem Tal am Fuße des Olymp fordert Prometheus den fernen Zeus auf, sich die erschaffenen Menschen anzusehen. Der kurze Monolog enthält bereits die Schlussworte der Hymne („Ein Geschlecht, das mir gleich sei ...“). Prometheus lehrt daraufhin einen Mann, eine grobe Hütte zu bauen. Ein anderer bittet um Klärung eines in Gewalt ausgearteten Streits um das Eigentum an einer Ziege. Nachdem der Titan dessen Kopfwunde gestillt hat, spricht er über die noch ungestüme Art der Menschen. Seiner Tochter Pandora erklärt er anschließend das Wesen des Todes.

## Entstehung
Goethes Entwurf beruht auf Christoph Martin Wielands Text Beiträge zur geheimen Geschichte des menschlichen Verstandes und Herzens sowie der 1770 erschienenen zweiten Auflage von Benjamin Hederichs mythologischem Lexikon. Für den zweiten Akt ließ er sich außerdem von Jean-Jacques Rousseaus Abhandlung über den Ursprung und die Grundlagen der Ungleichheit unter den Menschen inspirieren. Goethes Arbeit an dem Werk erfolgte laut einem Brief an Carl Friedrich Zelter vom 11. Mai 1820 parallel zur Entstehung von Satyros oder Der vergötterte Waldteufel und den ersten Szenen des Urfaust. Er brach die Niederschrift des Prometheus im Oktober 1773 ab; am 14. April 1774 war das unfertige Stück in Berlin erstmals auf der Bühne zu sehen.

## Verhältnis zur Sage
Goethe übernahm Elemente der Sage, wie die Charaktere selbst sowie das Kaukasusgebirge und den Adler. In einigen Punkten wich er aber von dieser ab. So tritt Prometheus in der mythologischen Überlieferung als Helfer der Menschen auf, bei Goethe ist er hingegen deren Schöpfer.  Pandora wurde ursprünglich als Kreation der Götter dargestellt, ist aber hier ebenfalls von Prometheus’ Händen geformt. Im Gegensatz zur Überlieferung ist er bei Goethe außerdem der Sohn des Jupiter.
Die Prometheussage entspringt der griechischen Antike, jedoch werden im Dramenfragment fast ausschließlich römische Götternamen verwendet. Lediglich gegen Ende des zweiten Aktes nennt der Titan den Göttervater „Zeus“.

## Beziehung zu weiteren Werken Goethes
Im zweiten Akt nutzte Goethe bereits die als Schluss der Hymne bekannte Ausführung „Ein Geschlecht, das mir gleich sei, zu leiden zu weinen zu genießen und zu freuen sich und dein nicht zu achten wie ich!“. In der dramatischen Version geht dem aber die Forderung an Zeus voraus, auf „meine Welt“ zu blicken, während Prometheus in der Ode explizit von den Menschen spricht.
Die Hymne wurde 1775, rund elf Jahre nach der Uraufführung des Dramenfragments, erstmals anonym publiziert. Inwieweit beide Werke parallel oder zeitlich getrennt entstanden ist fraglich, vermutlich schrieb Goethe die Ode später auf Grundlage des Bühnenstückes. Im 1830 erschienenen 33. Band der Werkausgabe ist sie dem Dramenfragment als Beginn eines dritten Aktes angeschlossen, gefolgt von der Regieanweisung „Minerva tritt auf, nochmals eine Vermittelung [sic!] einleitend“. Dies geht nach späterer Annahme auf eine irrtümliche Äußerung des Autors selbst zurück. Die Literaturwissenschaftlerin Barbara Neymeyr verwies außerdem auf das „pantheistische[s] Naturkonzept“ des Fragments, an dem es der Ode mangelt.
Nach Annahme des Germanisten Jochen Golz plante Goethe für das Ende seines Bühnenwerkes den tragischen Sturz der Hauptfigur, ähnlich wie in seinem Dramenplan Der gefesselte Prometheus aus dem Jahr 1795.
Das Dramenfragment war vermutlich auch Vorbild für Goethes Hymne Ganymed.

## Hörspiele
- 1949: Prometheus – Produktion: RIAS Berlin; Komposition: Boris Blacher; Regie: Hanns Korngiebel, u. a. mit Ernst Wilhelm Borchert (Prometheus), Albert Johannes (Epimetheus) und Tilly Lauenstein (Minerva).
- 1958: Prometheus (in der Reihe: Leben mit Goethe) – Produktion: Hessischer Rundfunk; Regie: Leo Maria Faerber, u. a. mit Martin Hirthe, Hans Dieter Zeidler und Irene Marhold.